# Mingjiu (sockenhuvudort i Kina, Heilongjiang Sheng, lat 46,11, long 125,52)
Mingjiu (kinesiska: 明久, 明久乡) är en sockenhuvudort i Kina. Den ligger i provinsen Heilongjiang, i den nordöstra delen av landet, omkring 95 kilometer nordväst om provinshuvudstaden Harbin. Antalet invånare är 23 353. Befolkningen består av 11 464 kvinnor och 11 889 män. Barn under 15 år utgör 13,0 %, vuxna 15-64 år 79 %, och äldre över 65 år 6,0 %.
Runt Mingjiu är det ganska tätbefolkat, med 192 invånare per kvadratkilometer. Närmaste större samhälle är Songzhan, 14,4 km nordost om Mingjiu. Trakten runt Mingjiu består till största delen av jordbruksmark.
Genomsnittlig årsnederbörd är 767 millimeter. Den regnigaste månaden är juli, med i genomsnitt 207 mm nederbörd, och den torraste är januari, med 5 mm nederbörd.